# Bảo tàng động thực vật biển và nội địa ở Jaworze
Bảo tàng động thực vật biển và nội địa ở Jaworze (tiếng Ba Lan: Muzeum Fauny i Flory Morskiej i Śródlądowej w Jaworzu) là một bảo tàng ở làng Jaworze, gần thành phố Bielsko-Biała, thuộc tỉnh Silesia, Ba Lan.

## Lịch sử
Một cựu học sinh tên là Erwin Pasterny đã tặng cho trường trung học cơ sở Tướng Stanisław Maczek ở làng Jaworze một bộ sưu tập các mẫu động vật và thực vật biển từ khắp nơi trên thế giới vào khoảng thập niên 60 của thế kỷ 20. Bộ sưu tập này là cơ sở để bảo tàng được hình thành và tổ chức các cuộc triển lãm dành cho cư dân địa phương và du khách nước ngoài.
Công tác xây dựng một trụ sở mới dành cho bảo tàng hoàn thành vào năm 2014. Tổng kinh phí xây dựng là hơn 1 triệu złoty, một phần trong số đó đến từ nguồn trợ cấp của Liên minh châu Âu. Trụ sở mới có hình dạng giống mũi tàu thủy, và các cửa sổ hình tròn giống các ô cửa sổ tàu. Bảo tàng mở cửa cho công chúng tham quan tại trụ sở mới vào ngày 5 tháng 9 năm 2014.